# Бискарская резня
Бискарская резня (англ. Biscari massacre) — собирательное наименование двух инцидентов, произошедших 14 июля 1943 года, когда американские солдаты из 45-й пехотной дивизии убили 74 невооружённых итальянских военнопленных и двух пленных немцев. Один из стрелявших пояснил, что мотивацией к действиям послужили слова генерала Паттона.

## Описание событий

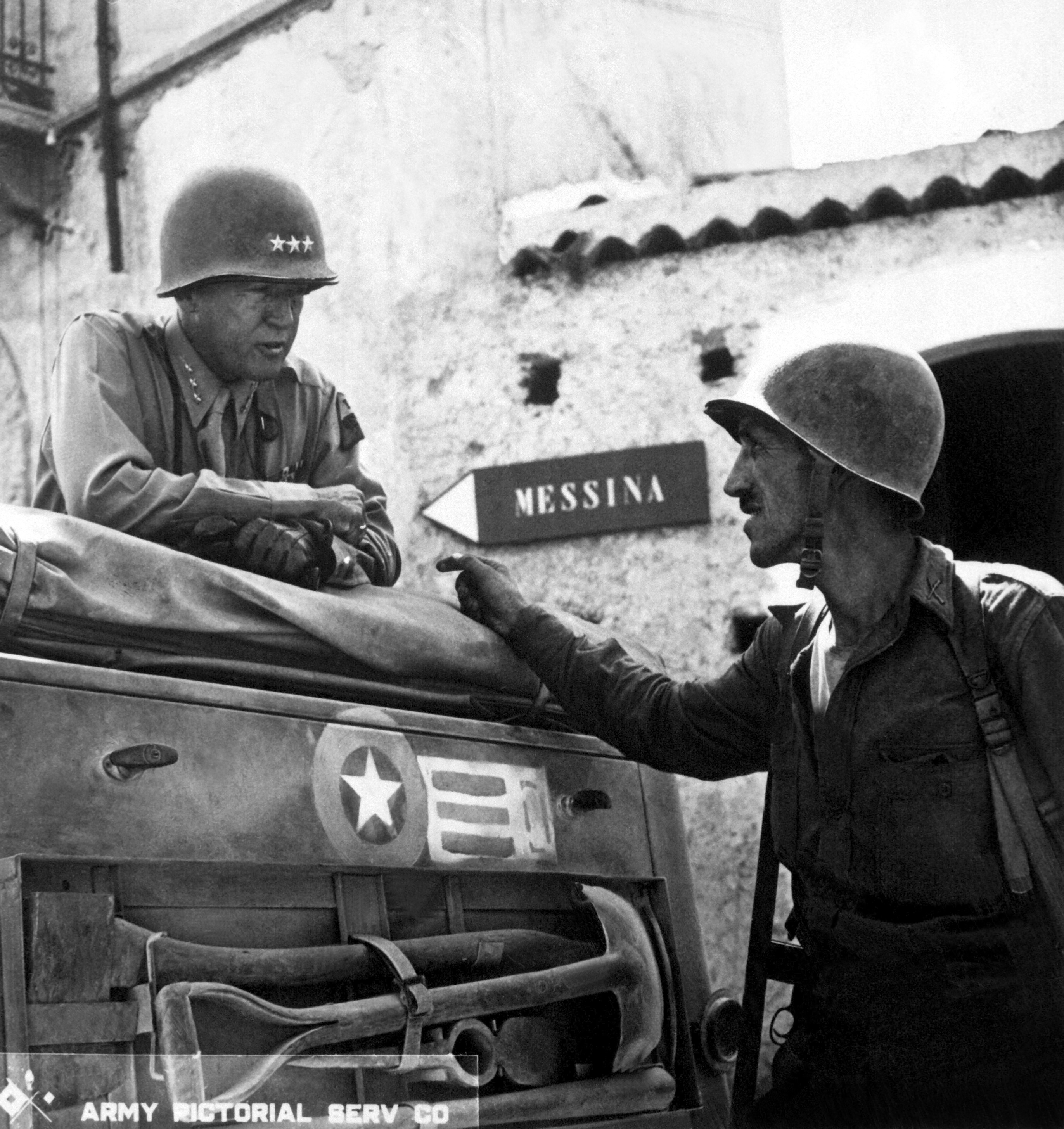
Недалеко от Броло, Сицилия. Генерал Паттон обсуждает план действий с подполковником Лайлом Бернардом. Приблизительно 1943 г.

Во время вторжения союзных войск в Сицилию, 7-я армия США под командованием генерал-лейтенанта Джорджа Паттона и 8-я британская армия под командованием генерала Бернарда Монтгомери вторглись в юго-восточную часть острова 10 июля 1943 года. Генерал-лейтенант Омар Брэдли (2-й корпус) дал 45-й дивизии пехоты США сложное задание: была поставлена задача захватить несколько прибрежных городов и аэродром, и удерживать до прибытия подкрепления в виде 1-й дивизии канадской пехоты.
180-му пехотному полку была поставлена задача захватить аэродром Бискари. Задача полка выполнялась так плохо в первые 48 часов после высадки, что генерал-майор Трой Миддлтон рассматривал вопрос о снятии его командира. Вместо этого, помощник командира дивизии был отправлен осуществлять строгий надзор за полком.
После захвата аэродрома Бискари 14 июля 1943 года войска 180-го пехотного полка убили 74 (по другой версии 71) итальянских и двух немецких военнопленных в ходе двух отдельных инцидентов. В первом случае, погибли 36 или 39 итальянцев; второй инцидент унёс жизни 35 итальянцев и двоих немцев.

## Последствия
Когда генерал Омар Брэдли был проинформирован о резне, он сказал генералу Джорджу Паттону, что американские войска убили около 50-70 пленных. Джордж Паттон отметил ответ в своём дневнике:

Я сказал Брэдли, что он, вероятно, преувеличивает, но в любом случае, можно сказать что мёртвые были снайперами или пытались бежать, что ли, иначе это вызовет скандал в прессе, а также вызовет сильное недовольство среди гражданских. Во всяком случае, они мертвы, так что ничего уже нельзя поделать.
Оригинальный текст (англ.)
I told Bradley that it was probably an exaggeration, but in any case to tell the Officer to certify that the dead men were snipers or had attempted to escape or something, as it would make a stink in the press and also would make the civilians mad. Anyhow, they are dead, so nothing can be done about it.

Брэдли отверг этот совет Паттона.
В итоге двух американских военных все же судили, но обвинительный приговор был вынесен лишь одному из них (он был приговорен к пожизненному заключению, но был освобожден уже через 14 месяцев).